# 黃相 (弘治進士)
黃相（1466年—？），字弼甫，福建興化府莆田縣人，軍籍，明朝政治人物。

## 生平
福建鄉試第二十三名舉人。弘治九年（1496年）中式丙辰科會試第一百二十七名，二甲第二十七名進士。历官刑部郎中，升九江府知府，与九江副使冯显不合，正德十一年八月调用

## 家族
曾祖黃學廣，遇例冠帶；祖父黃道全；父黃與瑞，母林氏。慈侍下。弟枢、明、璮、格、赤。